# Chicago Auto Show

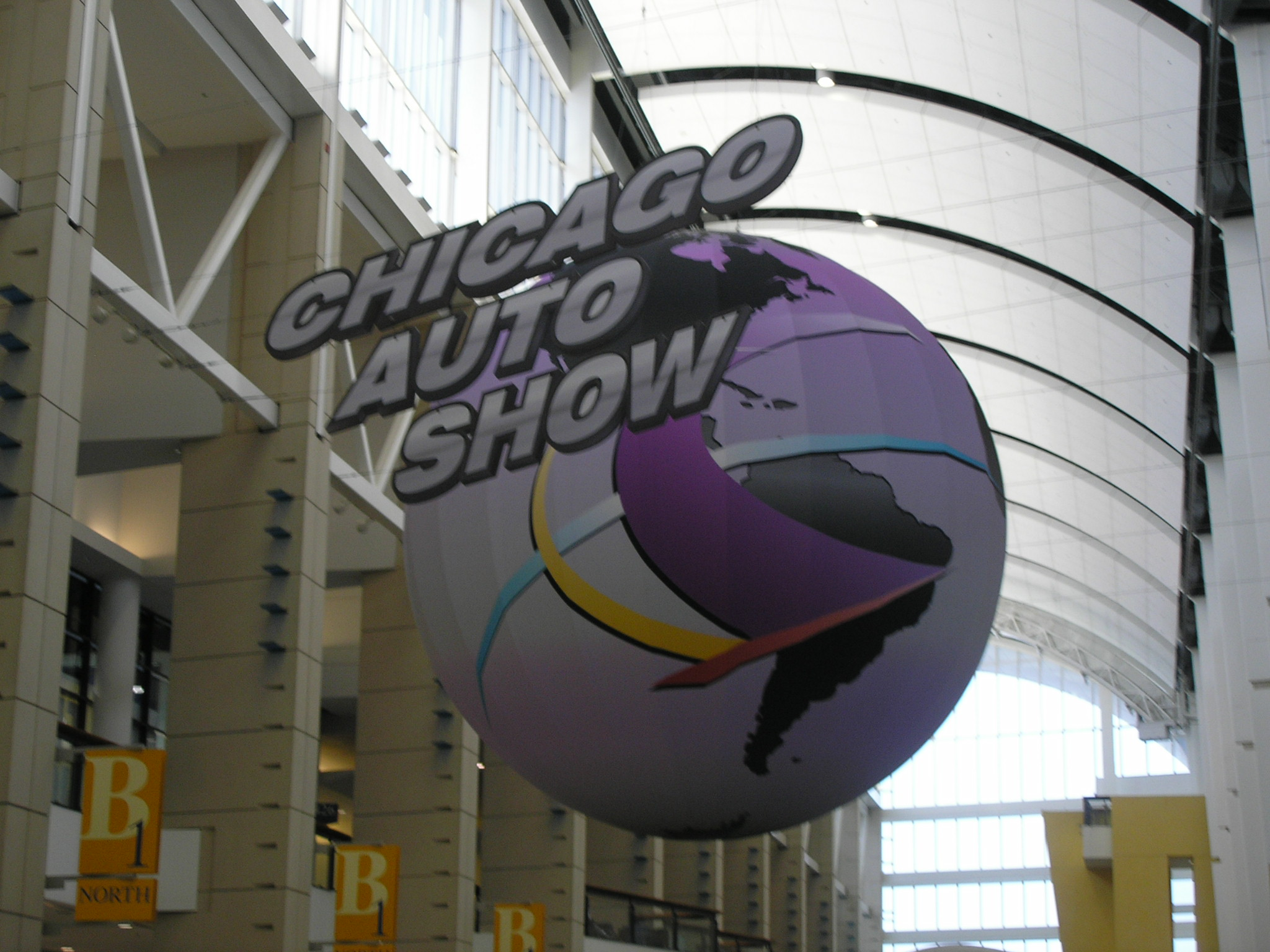
Chicago Motor Show van 2007

De Chicago Auto Show is een autosalon in Chicago, Verenigde Staten. De show wordt jaarlijks gehouden en is na die van Frankfurt en Parijs de grootste ter wereld. De beurs wordt gehouden in McCormick Place, een evenementencentrum met een oppervlakte van 304,800m². De beurs wordt ondersteund door de Organisation Internationale des Constructeurs d'Automobiles

## Geschiedenis
In maart 1901 werd de eerste officiële Chicago Motor Show gehouden. Van 1901 tot 1935 was het Coliseum de thuisbasis. In de jaren dertig was de autobeurs een grote trekpleister omdat het een goedkoop uitje was voor het hele gezin. Er stonden toen al bijna driehonderd auto's tentoongesteld. De show is blijven groeien en verwelkomt nu jaarlijks meer dan een miljoen bezoekers.

## Opzet
Vanwege de gigantische ruimte die beschikbaar is gaan de exposanten vaak creatief met hun ruimte om. Zo gaf Pontiac in 2005 en 2006 gratis concerten op hun stand en bouwde Chrysler de grootste indoor testbaan waar bezoekers SUV's konden testen.
De Noord-Amerikaanse merken zijn het sterkst vertegenwoordigd op de Chicago Motor Show en laten hier vaak de introducties van nieuwe modellen plaatsvinden.

## Introducties
De volgende auto's zijn geïntroduceerd op de Chicago Auto Show:

### 2005
- Buick Lucerne
- Cadillac DTS
- Dodge Ram Mega Cab
- Mercedes-Benz S65 AMG
- Mercury Milan
- Mercury Mountaineer
- Mercury Mariner Hybrid
- Suzuki Grand Vitara
- Toyota FJ Cruiser

### 2006
- Bentley Continental GTC convertible
- Chevrolet Avalanche
- Dodge Caliber SRT-4
- Dodge Charger Super Bee
- Dodge Nitro
- Ford Expedition
- Hyundai Entourage
- Hyundai Accent
- Lexus ES350
- Lincoln Navigator
- Lincoln MKZ
- Mercedes-Benz R63 AMG
- Mitsubushi Galant
- Subaru Tribeca
- Toyota Tundra
- Volkswagen Rabbit

### 2007

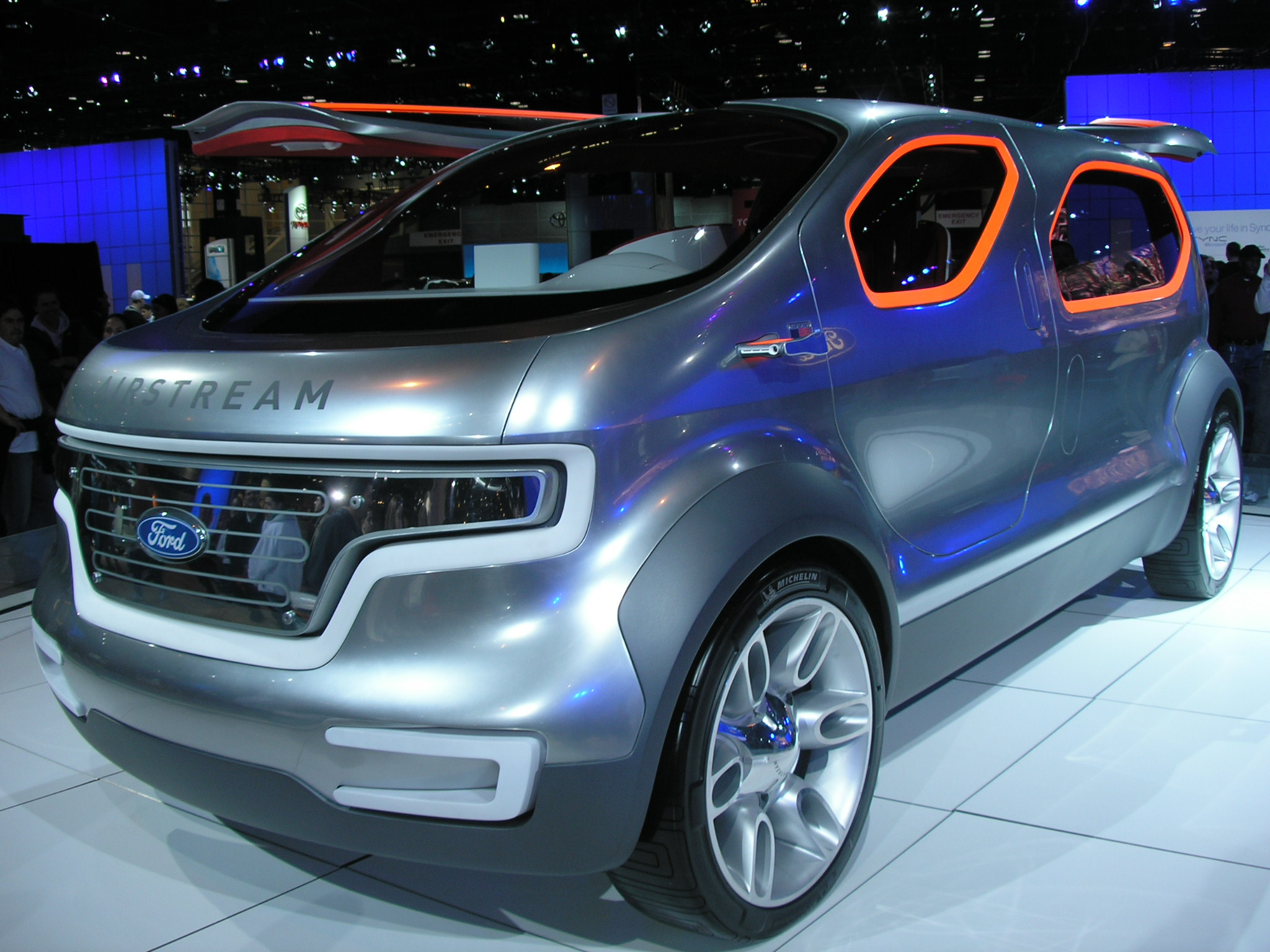
De Ford Airstream conceptauto op de Chicago Motor Show van 2007

- Dodge Dakota
- Ford Taurus
- Mercury Sable
- Nissan Armada
- Nissan Pathfinder
- Nissan Titan
- Pontiac G8
- Toyota Highlander

### 2008
In 2008 bereikte de autosalon van Chicago de mijlpaal van honderd edities. De Chicago Motor Show van 2008 vond plaats van 6 tot en met 17 februari 2008.